# 墨丘利島
25°43′00″S 14°50′00″E / 25.71667°S 14.83333°E

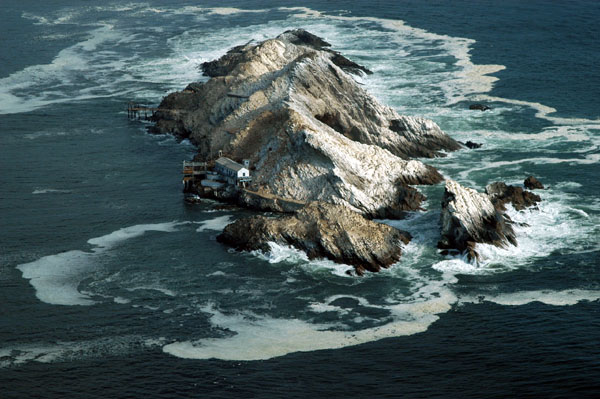

墨丘利島是納米比亞的島嶼，位於該國西南部的大西洋海域，屬於企鵝群島的一部分，長0.55公里、寬0.12公里，面積0.03平方公里，最高點海拔高度38米，島上無人居住。該島是國際鳥盟認定的重點鳥區，為海鳥重要繁殖地點。